# 1724

## Събития
- 8 февруари – С указ на император Петър I е създадена Руска академия на науките

## Родени
- 15 януари – Пьотър Румянцев, руски граф и генерал
- 22 април – Имануел Кант, немски философ
- 2 юли – Фридрих Готлиб Клопщок, немски поет и драматург
- 13 декември – Франц Епинус, германски физик

## Починали
- 7 март – Инокентий XIII, римски папа